# Yudai Takahashi
Yudai Takahashi (jap. 髙橋夢大 Takahashi Yudai; ur. 30 listopada 2001) – japoński zapaśnik walczący w stylu wolnym. Zajął siódme miejsce na mistrzostwach świata w 2022. Brązowy medalista mistrzostw Azji w 2022. Trzeci na MŚ U-23 w 2024, a także na mistrzostwach Azji kadetów w 2018 roku.